# Keszawarz
Keszawarz – miasto w Iranie, w ostanie Azerbejdżan Zachodni, w szahrestanie Szahin Deż. W 2006 roku liczyło 3538 mieszkańców.